# Byttneria glabra
Byttneria glabra är en malvaväxtart som beskrevs av Karl Moritz Schumann och Engl.. Byttneria glabra ingår i släktet Byttneria och familjen malvaväxter. Inga underarter finns listade i Catalogue of Life.